# HSG Bärnbach/Köflach
Die HSG  Bärnbach/Köflach (Handballspielgemeinschaft Bärnbach/Köflach; mit Sponsornamen aktuell HSG Xentis Lipizzanerheimat) ist ein österreichischer Handballverein aus Bärnbach und Köflach in der Steiermark.

## Geschichte
Die HSG REMUS Bärnbach/Köflach bestand ursprünglich aus zwei Vereinen, dem HC Bärnbach und dem HC Köflach. Den HC Bärnbach gibt es seit 1923. Bärnbach konnte sich zwei Meistertitel in der damaligen Staatsliga sichern (1974 und 1976). Der HC Köflach konnte 1982 den Meistertitel in der Staatsliga erringen.
Im Jahr 1992 kam es zu einer Fusion und es entstand die HSG Bärnbach/Köflach. 1997 wurde die Mannschaft Vize-Meister in der HLA, 1999 und 2000 Meister. 2001 gelang der Cupsieg.
In der Saison 2009/10 wurde der Verein Bundesligameister und stieg in die HLA auf. Nach der Saison 2015/16 stiegen die Steirer wieder in die Handball Bundesliga Austria ab. In der Saison 2018/19 gelang nach 2 Jahren der Wiederaufstieg in die höchste Liga.

## HLA-Kader 2024/25
| Nr. | Name                | Nationalität | Position        | im Team seit | Letzter Verein           |
| --- | ------------------- | ------------ | --------------- | ------------ | ------------------------ |
| 1   | Luka Bakovic        | Kroate       | Tor             | 2024         | MRK Trogir               |
| 99  | Denis Strašek       | Slowene      | Tor             | 2023         | RK Maribor Branik        |
| 5   | Alexander Gollner   | Österreicher | Rückraum Mitte  | --           | --                       |
| 6   | Markus Cichy        | Österreicher | Rückraum Rechts | Jugend       | --                       |
| 7   | Liam Eichinger      | Österreicher | Kreis           | 2024         | eigene Jugend            |
| 9   | Patrick Palmstingl  | Österreicher | Rechts Außen    | Jugend       | --                       |
| 10  | Omer Mehmedović     | Bosniake     | Rückraum Mitte  | 2024         | RK Gracanica             |
| 11  | Lukas Prettenthaler | Österreicher | Links Außen     | 2024         | eigene Jugend            |
| 14  | Moritz Fall         | Österreicher | Rückraum Rechts | 2024         | eigene Jugend            |
| 15  | Domen Knez          | Slowene      | Rückraum Links  | 2023         | RK Celje                 |
| 17  | Leonhard Langmann   | Österreicher | Kreis           | Jugend       | --                       |
| 18  | Tine Gartner        | Slowene      | Rechtsaußen     | 2024         | UHK Krems                |
| 20  | Jakob Smon          | Österreicher | Rückraum Links  | Jugend       | --                       |
| 21  | Stefan Engler       | Österreicher | Links Außen     | 2023         | HIB Graz                 |
| 23  | Karpo Sirotić       | Kroate       | Rückraum Mitte  | 2024         | RK Zagreb                |
| 35  | Miloš Djurdjevič    | Slowene      | Rückraum Links  | 2018         | RK Trimo Trebnje         |
| 56  | Kristian Bećiri     | Kroate       | Kreis           | 2023         | HBW Balingen-Weilstetten |
| 77  | Simon Kreidl        | Österreicher | Kreis           | Jugend       | --                       |

| Zugänge 2024/25 - Moritz Fall (HiB Graz) - Risto Arnaudovski (Trainer) - Omer Mehmedović (RK Gracanica) - Luka Bakovic (MRK Trogir) - Tine Gartner (UHK Krems) - Karpo Sirotić (RK Zagreb) | Abgänge 2024/25 - Toni Perkušić (SC Ferlach) - Robert Weber (SV Fides St. Gallen) - Fabian Glaser (Karriereende) - Christoph Waltl (Karriereende) - Jonas Mürzl (Karriereende) - Raphael Pabst (HIB Graz) - Anton Prakapenja (Karriereende) - Josip Grbavac (Ziel unbekannt) - Petar Lulić (Ziel unbekannt) - Adin Jasarevic (Ziel unbekannt) |

| Zugänge 2025/26 - Jovo Budović (HSG Graz) - Philip Wastl (TV Willstätt) - Ivan Horvat (Alpla HC Hard) - Adi Omeragic (RK Gracanica) - Milan Golubović (Tatabánya KC) | Abgänge 2025/26 - Miloš Djurdjevič (Karriereende) - Domen Knez (UHK Krems) - Stefan Engler (Ziel unbekannt) - Luka Bakovic (Ziel unbekannt) - Omer Mehmedović (Ziel unbekannt) |

## Erfolge
- Österreichischer Meister 98/99, 99/00[4]
- Cup Sieger 2001[21]
- Österreichischer Vizemeister 97/98[3]
- Bundesliga Meister 08/09, 09/10

## Bekannte ehemalige Spieler und Trainer
- Robert Weber (2023–2024)
- Dejan Dobardžijev
- Peter Mahne